# Romulus (hrabstwo Seneca)
Romulus – jednostka osadnicza w Stanach Zjednoczonych, w stanie Nowy Jork, w hrabstwie Seneca.